# Černelycký hrad
Černelycký hrad (ukrajinsky Чернелицький замок, polsky Zamek w Czernelicy) je zřícenina hradu postaveného v roce 1659 v Černelycji v Haliči na Ukrajině braclavským vojvodou Michałem Jerzym Czartoryskim.

## Historie
V letech 1672 a 1676 byl hrad poškozen během války s Turky (též Tatary, Valachy). Hrál důležitou roli během polsko-turecké války v letech 1685 až 1690. Byl to největší východní hrad Polsko-litevské unie na pravém břehu řeky Dněstr. V dobách moldavských křížových výprav krále Jana III. Sobieského byl hrad skladištěm proviantu a krmiva. Několikrát se tam zastavil sám král.
V roce 1892 chtěl tehdejší majitel zámku Samuel Mosberg hrad přestavět, ale horodenští starostové zakázali jakoukoli stavbu pod hrozbou trestu. Hrad přestal být využíván po sovětské anexi východní Haliče a Volyně v roce 1939.

## Architektura
Hrad, postavený ve stylu bastionové pevnosti, zaujímá plochu asi dvou hektarů je chráněn obrannými zdmi vysokými až šest metrů, tlustými 2,5 metru a vybavenými střílnami. Přední fasádu zdobí erb Litevského velkoknížectví.